# Австрорусинство
Австрорусинство — сукупність поглядів, які відображали позитивне ставлення української інтелігенції та селянства Галичини до Габсбурзького двору й австрійської державності загалом. Сформувалося на зламі XVIII-XIX ст. як вияв вдячності руського (українського) населення краю австрійському урядові за поліпшення (порівняно з останніми десятиліттями існування Речі Посполитої) свого соціального та матеріального становища.
Австрорусинство відображало етап у розвитку галицького українства, коли не ставилося питання про можливість його існування поза межами Австрійської держави.
Наступним після Австрорусинства (з 1890-х) етапом трансформації проавстрійських настроїв українського населення Галичини стало австрофільство. Віденський уряд почав сприйматися лише як тактичний союзник у боротьбі за національні інтереси українців — у Галичині проти поляків, а в загальноукраїнському масштабі — проти росіян. Австрофільські настрої відбивали прихильне ставлення українців до Відня, але не означали відсутності в них планів самостійного національно-державного існування в майбутньому. У широкому значенні австрофільство — синонім проавстрійської орієнтації українського населення Галичини. Австрофільство стало для галицьких українців своєрідною опорою для становлення національної свідомості. Національна свідомість українського населення Галичини формувалася в XIX — на початку XX ст. шляхом взаємодії двох елементів — з одного боку, лояльність до Відня, підкреслення позитивів австрійської державності та готовність її захищати, а з іншого — розуміння своєї етнічної окремішності, а відтак усвідомлення осібності своїх інтересів. Питання про етнічну приналежність галицьких українців вирішувалося у формі русофільства або українофільства. Австрорусинство виконувало в українському суспільстві Галичини також компенсаторну функцію. Воно відшкодовувало його втрати у сфері національного та особистісно-психологічного комфорту, які виникали внаслідок стрімкого, загострення суперечностей з поляками, доповнювало нестачу позитивних етнічних та людських почуттів. Завдяки Австрорусинству українська національна еліта, зокрема греко-католицьке духовенство, та селянство певний час перебували у стані національного комфорту. На межі XIX-ХХ ст. проавстрійська орієнтація переросла рамки Австрорусинства і свідомість галичан почала проявлятися у формі соціальної ідеології. Проблема державотворення та соборності стала першоплановою. Завдяки новому поколінню інтелігенції українське суспільство глибоко усвідомлювало ідеї слов'янства та європейства. Українці дедалі частіше й наполегливіше почали заявляти про можливість самостійного існування, а в Австрії вбачати або союзника для досягнення цієї мети, або об'єкт тиску. Так, провідні українські політичні партії включили до своїх програм гасло незалежної соборної України як кінцеву мету своєї діяльності на даному етапі, тобто за умов існування Австро-Угорської та Російської імперій. Утім ці раціональні міркування помітно контрастували з глибоко закоріненою в народній свідомості вірою у доброго цісаря, справедливу австрійську владу й закони.